# Katinka (film 1918)
Katinka è un film muto del 1918 diretto da Emil Biron e Paul Otto.

## Produzione
Il film fu prodotto dalla Argus-Film di Berlino.

## Distribuzione
Il film fu distribuito dalla Argus-Film uscendo nelle sale tedesche nel 1918, presentato a Berlino al Marmorhaus.